# Matt Nieto
Matthew Evan Nieto, född 5 november 1992, är en amerikansk professionell ishockeyspelare (vänsterforward) spelar för Pittsburgh Penguins i National Hockey League (NHL). Han har tidigare spelat för San Jose Sharks där han draftades andra rundan som 47:e totalt i NHL-draften 2011 och Colorado Avalanche.

## Statistik

### Klubbkarriär
| 2007–08    | Salisbury School            | HS-Prep    | 23  | 8  | 10  | 18  |     | —  | — | —  | —  | —  |
| 2008–09    | U.S. NTDP U17               | USDP       | 13  | 9  | 9   | 18  | 8   | —  | — | —  | —  | —  |
| 2008–09    | U.S. NTDP U18               | USDP       | 13  | 6  | 8   | 14  | 14  | —  | — | —  | —  | —  |
| 2008–09    | U.S. National Under-18 Team | NAHL       | 38  | 11 | 24  | 35  | 14  | —  | — | —  | —  | —  |
| 2009–10    | U.S. National Under-18 Team | USHL       | 21  | 14 | 14  | 28  | 18  | —  | — | —  | —  | —  |
| 2010–11    | Boston University Terriers  | HE         | 39  | 10 | 13  | 23  | 16  | —  | — | —  | —  | —  |
| 2011–12    | Boston University Terriers  | HE         | 37  | 16 | 26  | 42  | 26  | —  | — | —  | —  | —  |
| 2012–13    | Boston University Terriers  | HE         | 39  | 18 | 19  | 37  | 24  | —  | — | —  | —  | —  |
| 2012–13    | Worcester Sharks            | AHL        | 11  | 2  | 4   | 6   | 0   | —  | — | —  | —  | —  |
| 2013–14    | San Jose Sharks             | NHL        | 66  | 10 | 14  | 24  | 16  | 7  | 2 | 3  | 5  | 0  |
| 2013–14    | Worcester Sharks            | AHL        | 2   | 2  | 3   | 5   | 0   | —  | — | —  | —  | —  |
| 2014–15    | San Jose Sharks             | NHL        | 72  | 10 | 17  | 27  | 20  | —  | — | —  | —  | —  |
| 2015–16    | San Jose Sharks             | NHL        | 67  | 8  | 9   | 17  | 10  | 16 | 1 | 2  | 3  | 8  |
| 2016–17    | San Jose Sharks             | NHL        | 16  | 0  | 2   | 2   | 4   | —  | — | —  | —  | —  |
| 2016–17    | Colorado Avalanche          | NHL        | 43  | 7  | 4   | 11  | 4   | —  | — | —  | —  | —  |
| 2017–18    | Colorado Avalanche          | NHL        | 74  | 15 | 11  | 26  | 14  | 6  | 0 | 3  | 3  | 2  |
| 2018–19    | Colorado Avalanche          | NHL        | 64  | 4  | 19  | 23  | 8   | 12 | 4 | 3  | 7  | 2  |
| 2019–20    | Colorado Avalanche          | NHL        | 70  | 8  | 13  | 21  | 6   | 14 | 1 | 2  | 3  | 4  |
| 2020–21    | San Jose Sharks             | NHL        | 28  | 5  | 2   | 7   | 4   | —  | — | —  | —  | —  |
| 2021–22    | San Jose Sharks             | NHL        | 70  | 6  | 11  | 17  | 19  | —  | — | —  | —  | —  |
| 2022–23    | San Jose Sharks             | NHL        | 45  | 8  | 7   | 15  | 8   | —  | — | —  | —  | —  |
| 2022–23    | Colorado Avalanche          | NHL        | 36  | 4  | 5   | 9   | 8   | 7  | 0 | 0  | 0  | 2  |
| NHL totalt | NHL totalt                  | NHL totalt | 651 | 85 | 114 | 199 | 121 | 62 | 8 | 13 | 21 | 18 |

### Internationellt
| År            | Lag           | Turnering     | Resultat      |    | Matcher | Mål | Assist | Poäng | Utv |
| ------------- | ------------- | ------------- | ------------- | -- | ------- | --- | ------ | ----- | --- |
| 2009          | USA           | U18-VM        | 1             | 7  | 4       | 0   | 4      | 12    |     |
| 2010          | USA           | U18-VM        | 1             | 7  | 1       | 3   | 4      | 4     |     |
| Junior totalt | Junior totalt | Junior totalt | Junior totalt | 14 | 5       | 3   | 8      | 16    |     |